# Anepitacta nigerica
Anepitacta nigerica är en insektsart som beskrevs av Max Beier 1965. Anepitacta nigerica ingår i släktet Anepitacta och familjen vårtbitare. Inga underarter finns listade i Catalogue of Life.